# Wahlkreis Ragusa (Camera dei deputati)
Der Wahlkreis Ragusa war von 1993 bis 2005 und ist seit 2017 wieder ein Wahlkreis (italienisch collegio elettorale) für die Wahl der Abgeordnetenkammer.

## Von 1993 bis 2005

### Wahlkreisgebiet
Der Wahlkreis umfasste 5 Gemeinden (Comiso, Giarratana, Monterosso Almo, Ragusa und Santa Croce Camerina).

### Wahlergebnisse

#### Parlamentswahl 1994

##### Direktstimmen
| Kandidaten               | Kandidaten                | Parteien                                          | Stimmen | %    |
| ------------------------ | ------------------------- | ------------------------------------------------- | ------- | ---- |
|                          | Enzo Carusogewählt        | Polo del Buon Governo (FI – AN – CCD – UdC – PLD) | 29.617  | 41,4 |
|                          | Angelo Di Natale          | Progressisti                                      | 22.708  | 31,8 |
|                          | Giovanni Francesco Antoci | Patto per l’Italia                                | 14.054  | 19,7 |
|                          | Corrado Roccaro           | Solidarietà Occupazione Sviluppo                  | 2.880   | 4,0  |
|                          | Salvatore Stella          | Partito Socialista Italiano                       | 2.234   | 3,1  |
| Gesamt                   | Gesamt                    | Gesamt                                            | 71.493  | 100  |
|                          |                           |                                                   |         |      |
| Ungültige Stimmen        | Ungültige Stimmen         | Ungültige Stimmen                                 | 6.934   | 8,8  |
| Wähler                   | Wähler                    | Wähler                                            | 78.427  | 84,2 |
| Wahlberechtigte          | Wahlberechtigte           | Wahlberechtigte                                   | 93.100  |      |
|                          |                           |                                                   |         |      |
| Quelle: Innenministerium |                           |                                                   |         |      |

##### Listenstimmen
| Parteien                 | Parteien                         | Parteien                           | Stimmen | %    |
| ------------------------ | -------------------------------- | ---------------------------------- | ------- | ---- |
|                          | Polo del Buon Governo            | Forza Italia                       | 20.030  | 28,8 |
| Alleanza Nazionale       | Polo del Buon Governo            | 11.556                             | 16,6    |      |
| ↳ Gesamt                 | Polo del Buon Governo            | 31.586                             | 45,3    |      |
|                          | Progressisti                     | Partito Democratico della Sinistra | 15.428  | 22,1 |
| La Rete                  | Progressisti                     | 5.441                              | 7,8     |      |
| ↳ Gesamt                 | Progressisti                     | 20.869                             | 30,0    |      |
|                          | Patto per l’Italia               | Partito Popolare Italiano          | 5.932   | 8,5  |
| Patto Segni              | Patto per l’Italia               | 4.899                              | 7,0     |      |
| ↳ Gesamt                 | Patto per l’Italia               | 10.831                             | 15,5    |      |
|                          | Lista Marco Pannella             | Lista Marco Pannella               | 2.703   | 3,9  |
|                          | Partito Socialista Italiano      | Partito Socialista Italiano        | 1.652   | 2,4  |
|                          | Solidarietà Occupazione Sviluppo | Solidarietà Occupazione Sviluppo   | 986     | 1,4  |
|                          | Socialdemocrazia per le Libertà  | Socialdemocrazia per le Libertà    | 347     | 0,5  |
|                          | Democrazia Siciliana             | Democrazia Siciliana               | 255     | 0,4  |
|                          | Movimento Popolare Cristiano     | Movimento Popolare Cristiano       | 129     | 0,2  |
|                          | Rinnovamento Democratico         | Rinnovamento Democratico           | 116     | 0,2  |
|                          | Lista Franco Greco               | Lista Franco Greco                 | 93      | 0,1  |
|                          | Movimento Repubblicano           | Movimento Repubblicano             | 92      | 0,1  |
| Gesamt                   | Gesamt                           | Gesamt                             | 69.659  | 100  |
|                          |                                  |                                    |         |      |
| Ungültige Stimmen        | Ungültige Stimmen                | Ungültige Stimmen                  | 8.767   | 11,2 |
| Wähler                   | Wähler                           | Wähler                             | 78.426  | 84,2 |
| Wahlberechtigte          | Wahlberechtigte                  | Wahlberechtigte                    | 93.100  |      |
|                          |                                  |                                    |         |      |
| Quelle: Innenministerium |                                  |                                    |         |      |

#### Parlamentswahl 1996

##### Direktstimmen
| Kandidaten               | Kandidaten         | Parteien            | Stimmen | %    |
| ------------------------ | ------------------ | ------------------- | ------- | ---- |
|                          | Enzo Carusogewählt | Polo per le Libertà | 37.103  | 53,9 |
|                          | Angelo Di Natale   | L’Ulivo             | 31.717  | 46,1 |
| Gesamt                   | Gesamt             | Gesamt              | 68.820  | 100  |
|                          |                    |                     |         |      |
| Ungültige Stimmen        | Ungültige Stimmen  | Ungültige Stimmen   | 7.331   | 9,6  |
| Wähler                   | Wähler             | Wähler              | 76.151  | 80,4 |
| Wahlberechtigte          | Wahlberechtigte    | Wahlberechtigte     | 94.733  |      |
|                          |                    |                     |         |      |
| Quelle: Innenministerium |                    |                     |         |      |

##### Listenstimmen
| Parteien                                          | Parteien                                   | Parteien                                   | Stimmen | %    |
| ------------------------------------------------- | ------------------------------------------ | ------------------------------------------ | ------- | ---- |
|                                                   | Polo per le Libertà                        | Forza Italia                               | 18.640  | 27,2 |
| Alleanza Nazionale                                | Polo per le Libertà                        | 13.567                                     | 19,8    |      |
| CCD – CDU                                         | Polo per le Libertà                        | 4.999                                      | 7,3     |      |
| ↳ Gesamt                                          | Polo per le Libertà                        | 37.206                                     | 54,4    |      |
|                                                   | L’Ulivo                                    | Partito Democratico della Sinistra         | 16.631  | 24,3 |
| Popolari per Prodi (PPI – SVP – PRI – UD – Prodi) | L’Ulivo                                    | 3.521                                      | 5,1     |      |
| Rinnovamento Italiano                             | L’Ulivo                                    | 2.413                                      | 3,5     |      |
| Federazione dei Verdi                             | L’Ulivo                                    | 1.969                                      | 2,9     |      |
| ↳ Gesamt                                          | L’Ulivo                                    | 24.534                                     | 35,9    |      |
|                                                   | Partito della Rifondazione Comunista       | Partito della Rifondazione Comunista       | 3.932   | 5,7  |
|                                                   | Lista Pannella – Sgarbi                    | Lista Pannella – Sgarbi                    | 1.578   | 2,3  |
|                                                   | Fiamma Tricolore                           | Fiamma Tricolore                           | 593     | 0,9  |
|                                                   | Noi Siciliani – Fronte Nazionale Siciliano | Noi Siciliani – Fronte Nazionale Siciliano | 561     | 0,8  |
| Gesamt                                            | Gesamt                                     | Gesamt                                     | 68.404  | 100  |
|                                                   |                                            |                                            |         |      |
| Ungültige Stimmen                                 | Ungültige Stimmen                          | Ungültige Stimmen                          | 7.746   | 10,2 |
| Wähler                                            | Wähler                                     | Wähler                                     | 76.150  | 80,4 |
| Wahlberechtigte                                   | Wahlberechtigte                            | Wahlberechtigte                            | 94.733  |      |
|                                                   |                                            |                                            |         |      |
| Quelle: Innenministerium                          |                                            |                                            |         |      |

#### Parlamentswahl 2001

##### Direktstimmen
| Kandidaten               | Kandidaten            | Parteien           | Stimmen | %    |
| ------------------------ | --------------------- | ------------------ | ------- | ---- |
|                          | Giovanni Maurogewählt | Casa delle Libertà | 36.588  | 51,0 |
|                          | Antonino Solarino     | L’Ulivo            | 29.855  | 41,6 |
|                          | Giuseppe Blundo       | Democrazia Europea | 2.927   | 4,1  |
|                          | Giuseppe Attanasio    | Lista Di Pietro    | 2.425   | 3,4  |
| Gesamt                   | Gesamt                | Gesamt             | 71.795  | 100  |
|                          |                       |                    |         |      |
| Ungültige Stimmen        | Ungültige Stimmen     | Ungültige Stimmen  | 5.320   | 6,9  |
| Wähler                   | Wähler                | Wähler             | 77.115  | 79,8 |
| Wahlberechtigte          | Wahlberechtigte       | Wahlberechtigte    | 96.608  |      |
|                          |                       |                    |         |      |
| Quelle: Innenministerium |                       |                    |         |      |

##### Listenstimmen
| Parteien                               | Parteien                             | Parteien                             | Stimmen | %    |
| -------------------------------------- | ------------------------------------ | ------------------------------------ | ------- | ---- |
|                                        | Casa delle Libertà                   | Forza Italia                         | 24.765  | 35,3 |
| Alleanza Nazionale                     | Casa delle Libertà                   | 9.039                                | 12,9    |      |
| CCD – CDU                              | Casa delle Libertà                   | 3.224                                | 4,6     |      |
| Nuovo PSI                              | Casa delle Libertà                   | 548                                  | 0,8     |      |
| ↳ Gesamt                               | Casa delle Libertà                   | 37.576                               | 53,5    |      |
|                                        | L’Ulivo                              | Democratici di Sinistra              | 10.379  | 14,8 |
| La Margherita (Dem – PPI – RI – Udeur) | L’Ulivo                              | 10.294                               | 14,7    |      |
| Il Girasole (FdV – SDI)                | L’Ulivo                              | 927                                  | 1,3     |      |
| Partito dei Comunisti Italiani         | L’Ulivo                              | 682                                  | 1,0     |      |
| ↳ Gesamt                               | L’Ulivo                              | 22.282                               | 31,8    |      |
|                                        | Lista Di Pietro                      | Lista Di Pietro                      | 3.661   | 5,2  |
|                                        | Democrazia Europea                   | Democrazia Europea                   | 3.142   | 4,5  |
|                                        | Partito della Rifondazione Comunista | Partito della Rifondazione Comunista | 1.955   | 2,8  |
|                                        | Lista Emma Bonino                    | Lista Emma Bonino                    | 1.154   | 1,6  |
|                                        | Noi Siciliani                        | Noi Siciliani                        | 246     | 0,4  |
|                                        | Paese Nuovo                          | Paese Nuovo                          | 89      | 0,1  |
|                                        | Abolizione Scorporo                  | Abolizione Scorporo                  | 70      | 0,1  |
| Gesamt                                 | Gesamt                               | Gesamt                               | 70.175  | 100  |
|                                        |                                      |                                      |         |      |
| Ungültige Stimmen                      | Ungültige Stimmen                    | Ungültige Stimmen                    | 6.942   | 9,0  |
| Wähler                                 | Wähler                               | Wähler                               | 77.117  | 79,8 |
| Wahlberechtigte                        | Wahlberechtigte                      | Wahlberechtigte                      | 96.608  |      |
|                                        |                                      |                                      |         |      |
| Quelle: Innenministerium               |                                      |                                      |         |      |

## Von 2017 bis 2020

### Wahlkreisgebiet
Der Wahlkreis umfasste Gemeinden: 

### Wahlergebnisse

#### Parlamentswahl 2018
| Kandidaten               | Kandidaten                 | Stimmen | %    | Listen                               | Stimmen | %    |
| ------------------------ | -------------------------- | ------- | ---- | ------------------------------------ | ------- | ---- |
|                          | Marialucia Loreficegewählt | 68.546  | 52,2 | Movimento 5 Stelle                   | 68.546  | 52,2 |
|                          | Valeria Zorzi              | 36.303  | 27,6 | Forza Italia                         | 23.367  | 17,8 |
| Lega                     | Valeria Zorzi              | 36.303  | 27,6 | 7.624                                | 5,8     |      |
| Fratelli d’Italia        | Valeria Zorzi              | 36.303  | 27,6 | 5.312                                | 4,0     |      |
|                          | Venera Padua               | 18.590  | 14,2 | Partito Democratico                  | 15.868  | 12,1 |
| +Europa                  | Venera Padua               | 18.590  | 14,2 | 1.623                                | 1,2     |      |
| Civica Popolare          | Venera Padua               | 18.590  | 14,2 | 588                                  | 0,4     |      |
| Italia Europa Insieme    | Venera Padua               | 18.590  | 14,2 | 511                                  | 0,4     |      |
|                          | Rosetta Noto               | 3.649   | 2,8  | Liberi e Uguali                      | 3.649   | 2,8  |
|                          | Paolo Antoci               | 1.327   | 1,0  | Il Popolo della Famiglia             | 1.327   | 1,0  |
|                          | Simona Purpora             | 792     | 0,6  | CasaPound Italia                     | 792     | 0,6  |
|                          | Sveva D’Antonio            | 781     | 0,6  | Potere al Popolo!                    | 781     | 0,6  |
|                          | Alessia Maria Arrabito     | 566     | 0,4  | Italia agli Italiani (FT – FN)       | 566     | 0,4  |
|                          | Paolo Sant’Angelo          | 346     | 0,3  | Partito Comunista                    | 346     | 0,3  |
|                          | Cristoforo Attardo         | 272     | 0,2  | Lista del Popolo per la Costituzione | 272     | 0,2  |
|                          | Desi Brafa                 | 171     | 0,1  | Partito Valore Umano                 | 171     | 0,1  |
| Gesamt                   | Gesamt                     | 131.343 | 100  |                                      | 131.343 | 100  |
|                          |                            |         |      |                                      |         |      |
| Ungültige Stimmen        | Ungültige Stimmen          | 4.819   | 3,5  |                                      |         |      |
| Wähler                   | Wähler                     | 136.162 | 64,9 |                                      |         |      |
| Wahlberechtigte          | Wahlberechtigte            | 209.922 |      |                                      |         |      |
|                          |                            |         |      |                                      |         |      |
| Quelle: Innenministerium |                            |         |      |                                      |         |      |

## Seit 2020

### Wahlkreisgebiet
| Wahlkreise – Camera dei deputati – Autonome Region Sizilien | Wahlkreise – Camera dei deputati – Autonome Region Sizilien | Wahlkreise – Camera dei deputati – Autonome Region Sizilien                                                                                   |
| Provinz                                                     | Provinz                                                     | Gemeinden nach Provinzen ⮞ Wahlkreis |
| ----------------------------------------------------------- | ----------------------------------------------------------- | --- |
|                                                             | Metropolitanstadt Catania (58 Gemeinden)                    | 9 ⮞ Wahlkreis Catania 34 ⮞ Wahlkreis Acireale 15 ⮞ Wahlkreis Ragusa                                                                           |
|                                                             | Metropolitanstadt Messina (108 Gemeinden)                   | 48 ⮞ Wahlkreis Messina 60 ⮞ Wahlkreis Barcellona Pozzo di Gotto                                                                               |
|                                                             | Metropolitanstadt Palermo (82 Gemeinden)                    | 1 + Teil Palermos ⮞ Wahlkreis Palermo – Settecannoli 21 + Teil Palermos ⮞ Wahlkreis Palermo – Resuttana – San Lorenzo 59 ⮞ Wahlkreis Bagheria |
|                                                             | Provinz Agrigent (43 Gemeinden)                             | 36 ⮞ Wahlkreis Agrigent 7 ⮞ Wahlkreis Gela |
|                                                             | Provinz Caltanissetta (22 Gemeinden)                        | 21 ⮞ Wahlkreis Gela 1 ⮞ Wahlkreis Ragusa |
|                                                             | Provinz Enna (20 Gemeinden)                                 | alle ⮞ Wahlkreis Barcellona Pozzo di Gotto |
|                                                             | Provinz Ragusa (12 Gemeinden)                               | alle ⮞ Wahlkreis Ragusa |
|                                                             | Provinz Syrakus (21 Gemeinden)                              | alle ⮞ Wahlkreis Syrakus |
|                                                             | Provinz Trapani (24 Gemeinden)                              | alle ⮞ Wahlkreis Marsala |

Der Wahlkreis umfasst 28 Gemeinden:
- alle 12 Gemeinden der Provinz Ragusa;
- 15 Gemeinden der Metropolitanstadt Catania;
- eine Gemeinde der Provinz Caltanissetta.

### Wahlergebnisse

#### Parlamentswahl 2022
| Kandidaten                          | Kandidaten              | Stimmen | %    | Listen                                                  | Stimmen | %    |
| ----------------------------------- | ----------------------- | ------- | ---- | ------------------------------------------------------- | ------- | ---- |
|                                     | Antonino Minardogewählt | 73.272  | 41,4 | Fratelli d’Italia                                       | 40.681  | 23,0 |
| Forza Italia                        | Antonino Minardogewählt | 73.272  | 41,4 | 19.074                                                  | 10,8    |      |
| Lega per Salvini Premier            | Antonino Minardogewählt | 73.272  | 41,4 | 12.464                                                  | 7,0     |      |
| Noi Moderati                        | Antonino Minardogewählt | 73.272  | 41,4 | 1.053                                                   | 0,6     |      |
|                                     | Eugenio Saitta          | 52.728  | 29,8 | Movimento 5 Stelle                                      | 52.728  | 29,8 |
|                                     | Luigi Bellassai         | 33.978  | 19,2 | Partito Democratico – Italia Democratica e Progressista | 24.707  | 14,0 |
| Alleanza Verdi e Sinistra           | Luigi Bellassai         | 33.978  | 19,2 | 4.712                                                   | 2,7     |      |
| +Europa                             | Luigi Bellassai         | 33.978  | 19,2 | 2.987                                                   | 1,7     |      |
| Impegno Civico – Centro Democratico | Luigi Bellassai         | 33.978  | 19,2 | 1.572                                                   | 0,9     |      |
|                                     | Salvatore Liuzzo        | 8.787   | 5,0  | Azione – Italia Viva                                    | 8.787   | 5,0  |
|                                     | Luigi Melilli           | 4.074   | 2,3  | Italexit per l’Italia                                   | 4.074   | 2,3  |
|                                     | Giuseppe Zisa           | 2.241   | 1,3  | Unione Popolare                                         | 2.241   | 1,3  |
|                                     | Irene Iapichino         | 1.965   | 1,1  | Italia Sovrana e Popolare                               | 1.965   | 1,1  |
| Gesamt                              | Gesamt                  | 177.045 | 100  |                                                         | 177.045 | 100  |
|                                     |                         |         |      |                                                         |         |      |
| Ungültige Stimmen                   | Ungültige Stimmen       | 19.019  | 9,7  |                                                         |         |      |
| Wähler                              | Wähler                  | 196.064 | 53,3 |                                                         |         |      |
| Wahlberechtigte                     | Wahlberechtigte         | 368.166 |      |                                                         |         |      |
|                                     |                         |         |      |                                                         |         |      |
| Quelle: Innenministerium            |                         |         |      |                                                         |         |      |